# Piotr Brukalski

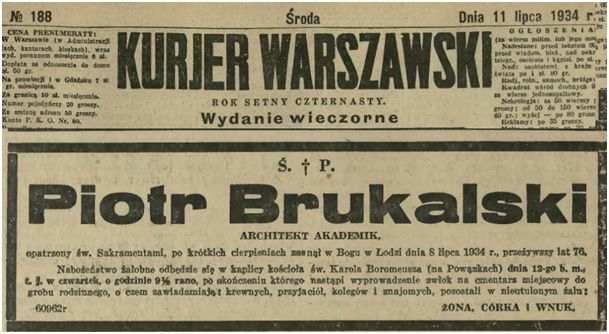
Nekrolog Piotra Brukalskiego.

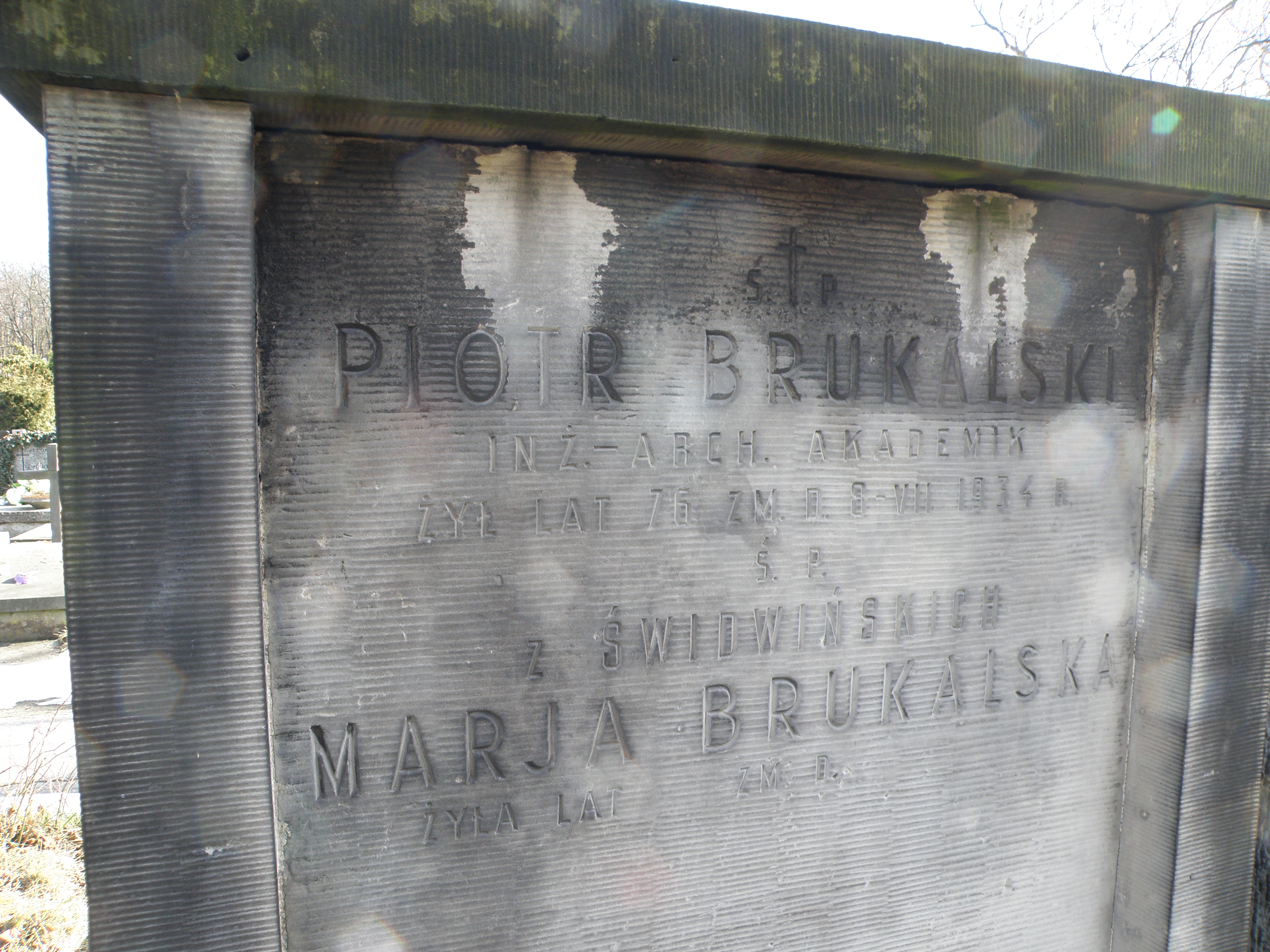
Grób Piotra Brukalskiego w Warszawie.

Piotr Aleksander Józef Brukalski (ur. 19 października 1858 w Warszawie, zm. 8 lipca 1934 w Łodzi, pochowany na cmentarzu Powązkowskim w Warszawie kwatera c, rzad 2, miejsce 11) – polski architekt.

## Rodzina, nauka, studia
Syn Jakuba, właściciela restauracji w Warszawie, i Aleksandry z Klawów, córki Jana Henryka Klawe. Ukończył w 1876 warszawską Szkołę Realną. W latach 1876–1882 studiował w Cesarskiej Akademii Sztuk Pięknych w Petersburgu. W okresie studiów zdobywał medale (1882 srebrny medal) i nagrody za dobre wyniki studiów.

## Praca zawodowa
Po studiach początkowo działał w Petersburgu. W tym czasie zdobył I nagrodę w konkursie na pomnik marynarzy w Odessie. W 1883 wziął udział w powtórzonym konkursie na kaplicę – mauzoleum Karola Scheiblera w Łodzi. I to był początek jego związków z Łodzią, w której osiadł na stałe w końcu lat 80. XIX w. W 1892 mieszkał i miał pracownię przy ul. Spacerowej (obecnie al. T. Kościuszki) 14, ul. Zielonej w 1900 i ul. Andrzeja (obecnie ul. Andrzeja Struga) 5 (w latach 1901–1919).
Potem związał się z przedsiębiorstwem budowlanym Otto Gehliga. Wspólnie wykonali w 1898 projekt konkursowy na warszawską siedzibę Towarzystwa Ubezpieczeń „Rosja″ przy ul. Marszałkowskiej, który zdobył I nagrodę. Zdobyli w 1900 III nagrodę ex aequo w innym konkursie warszawskim - na kamienicę u zbiegu Al. Ujazdowskich, pl. Trzech Krzyży i ul. Mokotowskiej.
Niezależnie od współpracy z Gehligiem, projektował na własną rękę, nie tylko łódzkie kamienice, wille fabrykanckie także i szkoły oraz zaprojektował w 1909 jeden z piękniejszych łódzkich obiektów secesyjnych ̶ piętrowy dom handlowy przy Piotrkowskiej 100a, mieszczący po 1920 kawiarnię „Esplanada″. Często rozbudowywał i przerabiał istniejące obiekty. Wykonywał także wyceny budowli dla potrzeb Towarzystwa Kredytowego m. Łodzi.
W 1906 łódzka parafia ewangelicko-augsburska św. Jana zaprosiła go do wyboru projektu nowego kościoła luterańskiego w Łodzi (św. Mateusza) a w 1909 Komitet Budowy kościoła św. Stanisława Kostki (obecna archikatedra) zaproponował mu nadzór nad prowadzeniem prac, jednak wskutek zatargu z Kazimierzem Sokołowskim nie doszło do pełnienia tej funkcji. O jego architektonicznym talencie z uznaniem pisano w polskojęzycznej prasie łódzkiej, głównie w „Rozwoju″.
Działał również społecznie, m.in. uczestniczył 26 marca 1903 w jury konkursu na projekt medalu wystawy higienicznej w Łodzi. Był też członkiem komitetu organizującego Wystawę Sztuk Pięknych w 1908. W czasie I wojny światowej został przez niemieckie władze okupacyjne powołany do Delegacji Budowlanej (Baudeputation), w 1919 był członkiem Wydziału Budownictwa w Zarządzie m. Łodzi. Po I wojnie światowej zaprzestał niemal całkowicie działalności zawodowej, aktywny był natomiast w działaniach społecznych, np.  w 1922 był jednym ze współzałożycieli (wraz z Adolfem Goldbergiem) Koła Architektów i Budowniczych w Łodzi, a po jego powstaniu wybrano go prezesem, z czasem ogłaszając prezesem honorowym. W 1927 na odbywającym się w Łodzi Zjeździe Delegatów Architektów Polskich przewodniczył obradom. Powołanie go na początku 1932 w skład jury w konkursie na rozplanowanie dzielnicy przy dworcu Łódź Fabryczna było ostatnim śladem jego działalności zawodowej, zmarł w lipcu 1934 roku.
Na budowie dwóch domów przez niego nadzorowanych nastąpiły katastrofy: w 1907 przy ul. Długiej 81 (obecnie ul. Gdańska) i w 1909 przy ul. Andrzeja (obecnie Andrzeja Struga) 3.
W 1932 mieszkał przy ul. Andrzeja 5.

## Ważniejsze realizacje w Łodzi

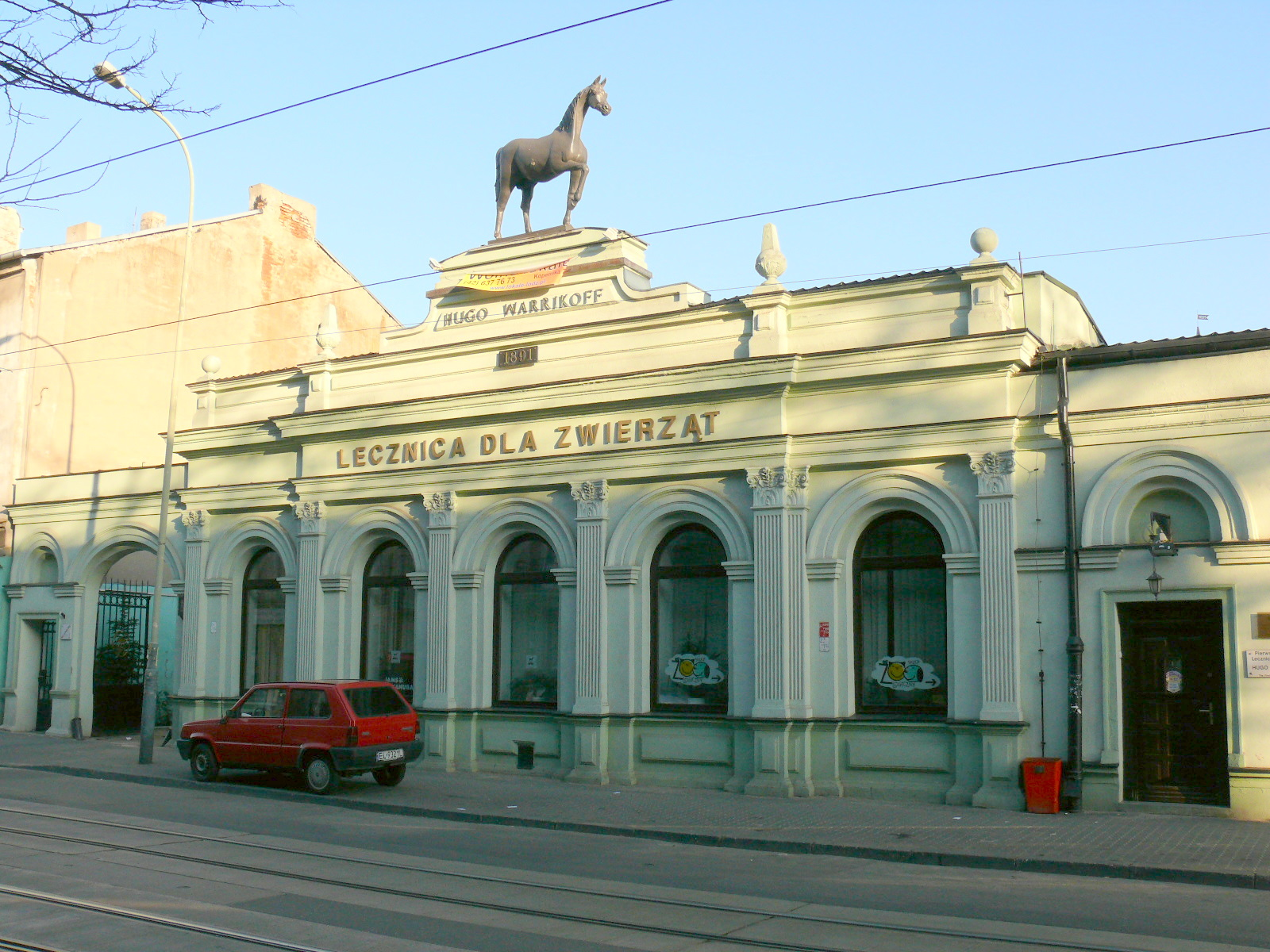
lecznica dla zwierząt A. Kwaśniewskiego i H. Warrikoffa

- lecznica dla zwierząt A. Kwaśniewskiego i H. Warrikoffa, 1891 – obiekt znany z metalowej postaci konia na szczycie budynku, opiewanej w młodzieńczych wierszach Juliana Tuwima;
- budynki gospodarcze zakładów J. Johna przy ul. Piotrkowskiej 217/221, 1893–1894,
- nadbudowa kamienicy H. Sachsa (wcześniej S. Bahariera) przy ul. Piotrkowskiej 107 (E. Creuzburg), 1895, w 1897 przekształcona przez D. Landego;
- przebudowa kamienicy frontowej, oficyna mieszkalna i budynki gospodarcze na posesji W. Kopczyńskiego przy ul. Piotrkowskiej 93, 1895–1896;
- kamienica R. Schweikerta przy ul. Piotrkowskiej 147, proj. 1896 – 3-piętrowa kamienica z wysokimi dachami o cechach renesansu francuskiego;
- kamienica L. Kruschego przy ul. Piotrkowskiej 181, proj. 1896 – 3-piętrowa kamienica o cechach neobarokowych;
- 3-piętrowa kamienica zakładów L. Geyera przy ul. Piotrkowskiej 297/301, proj. 1898;
- przebudowa budynek hotelowo-biurowy Grand Hotelu przy Pasażu Meyera (obecnie ul. S. Moniuszki 2), 1898–1899 – wysokiego, 4-piętrowego gmachu o bogatej neobarokowej fasadzie, pełniącego funkcje hotelowe i biurowe;
- 3-piętrowa tkalnia i inne budynki przemysłowe dla zakładów Juliusza Heinzla przy ul. Piotrkowskiej 222/232, 1898-1899;
- przebudowa kamienicy I. D. Frienda przy ul. Piotrkowskiej 58 i budowa tamże oficyn, 1900–1903;
- Szkoła Przemysłowo-Rękodzielnicza przy ul. Pańskiej (obecnie ul. S. Żeromskiego 115), 1900–1903 – w ramach firmy O. Gehliga, ob. zespół Szkół Ponadgimnazjalnych – jeden z największych gmachów szkolnych Łodzi, o uproszczonych formach neorenesansowych, mieścił przed I wojną światową także rosyjski sąd;
- był współtwórcą innego ważnego budynku szkolnego – jednego z pierwszych budynków o konstrukcji betonowej – Szkoły Zgromadzenia Kupców (1911) przy Dzielnej (obecnie ul. G. Narutowicza 68).

Przypisywano mu także projekt willi J. Richtera przy ul. Placowej (obecnie ul. S. Skorupki) z 1898, na którego urzędowej kopii widnieje jego podpis (najprawdopodobniej twórcą jest wiedeńczyk Karl Seidl). Według „Rozwoju” miał też być autorem projektu kamienicy J. Petersilgego przy ul. Piotrkowskiej 86.